# Ducat de Treviso
El ducat de Treviso va ser un dels ducats establerts pels longobards a la península Itàlica. Hi ha poca informació sobre els seus assumptes interns; durant el regne dels longobards va tenir un pes polític significatiu només gràcies a la seva situació entre els ducats veïns més poderosos de Vicenza i Friül.

## Segle VI
Hi ha incertesa pel que fa a la creació del ducat, encara que és probable que es remunti a l'inici de la conquesta llombarda, dirigida per Alboí, que es va produir a principis del 568. El ducat fou un dels que poc després dels anys d'interregne (574-584), al voltant de 590, es va rebel·lar contra el rei Autari, en suport a la campanya conjunta dels francs i romans d'Orient per eliminar el govern longobard a Itàlia. El duc de Treviso, probablement l'Ulfari esmentat per Pau el Diaca en la seva Historia Langobardorum, es va unir a la revolta en una segona etapa (590), després que la primera ofensiva franco-romana d'Orient, amb el suport de vint ducs llombards havia tingut cert èxit contra Autari, que es va veure obligat a refugiar-se a la capital, Pavia. El rei, però, va ser capaç de posar fi amb èxit a la campanya militar en aquest mateix 590, obligant als invasors a retirar-se.
Ulfari es va rebel·lar de nou uns anys més tard, a mitjans dels anys noranta, contra el successor de Autari. Agilulf. El lideratge d'aquesta revolta va correspondre ara conjuntament als ducs de Bèrgam i de Verona, però els rebels van ser derrotats de nou al voltant del 602-603 quan Agilulf va assetjar la capital del ducat, va capturar i va empresonar a Ulfari. El duc, aquest cop, va ser executat.

## Segle VII
Menys d'un segle després, el ducat va estar de nou embolicat en una rebel·lió contra el sobirà legítim. Va ser durant l'aixecament liderat per Alahis, duc de Trento, entre 688 i 689. El rebel va ser capaç de reunir al voltant seu tota la zona est de Longobardia Maior on les tendències més fortes entre els ducs llombards eren autonomistes, pro-arrianes i militaristes. Pau el Diaca diu que Alahis va sotmetre les diferents seus ducals diferents "en part per les promeses i en part per la força" i, en el cas de Treviso, especifica que es va tractar d'una ocupació. Alahis es va proclamar rei (antirei). La revolta, però, es va veure interrompuda una mica més tard, el 689, quan el rei Cunipert va derrotar i va matar a l'usurpador en la batalla de Coronate.
Durant l'època ducal, Treviso estava dotada amb una gran casa per a l'encunyació de monedes. El creixement de la seva importància i la seva posició geogràfica estratègica va augmentar durant el regnat de Desideri, que li va concedir el privilegi d'emetre tremisses d'or. La seca va continuar funcionant fins i tot després de la caiguda del regne llombard (774), sota els carolingis. Després de la conquesta de Longobardia Maior per Carlemany, el duc de Treviso Estabilini (Stabilinio) va ser un dels organitzadors de la revolta contra l'emperador dirigida pel duc de Friül, Rotgald (776); el rei dels francs, però, va aixafar fàcilment la rebel·lió. A Treviso, Carlemany va celebrar la Pasqua el 14 d'abril de 776, per sancionar la derrota total dels rebels.